# Arch Resources
ARCH Коул (англ. Arch Coal) (NYSE: ACI) — вугільна компанія в США, друга за обсягом видобутку в країні. Заснована у 1969 р. та реорганізована у 1997 р. Штаб-квартира розташована у місті Сент-Луїс (Міссурі).
Компанія володіє 31 шахтами і кар'єрами, де добувають 120 млн т вугілля при загальних запасах 3100 млн т.
Близько 90% запасів вугілля мають низький вміст сірки.
У 1999 р. компанія постачала вугілля на 140 електростанцій в 30 штатах.
Продаж металургійного вугілля становить тільки 2%.
Головними конкурентами компанії в США є «CONSOL Energy», «Massey Energy», «Peabody Energy».